# Santa Fe (Oruro)
Santa Fe ist ein Dorf im Departamento Oruro im Hochland des südamerikanischen Anden-Staates Bolivien.

## Lage im Nahraum
Santa Fe liegt im Municipio Caracollo in der Provinz Cercado. Das Dorf liegt auf einer Hochfläche im Höhenzug der Serranía de Sicasica auf einer Höhe von 4020 m. Wenige Kilometer östlich des Ortes steigt der Gebirgszug auf mehr als 4600 m an.

## Geografie
Santa Fe liegt am östlichen Rand des bolivianischen Altiplano vor der Hochgebirgskette der Cordillera Central. Die Vegetation der Region ist karg, denn in dieser Höhe ist kein üppiges Wachstum mehr möglich. Die Region hat ein typisches Tageszeitenklima, bei dem die täglichen Temperaturschwankungen stärker ausgeprägt sind als die Temperaturschwankungen zwischen Winter und Sommer.
Die Jahresdurchschnittstemperatur liegt im langjährigen Mittel bei 8 °C, die Monatswerte schwanken zwischen 4 °C im Juni/Juli und 11 °C im Dezember (siehe Klimadiagramm Caracollo). Nächtliche Frosttemperaturen sind jedoch zu fast jeder Jahreszeit möglich. Der Jahresniederschlag liegt bei niedrigen 400 mm, wobei von April bis Oktober eine ausgeprägte Trockenzeit herrscht und nur von Dezember bis März nennenswerte Niederschläge von bis zu 100 mm im Monatsmittel fallen. Aufgrund der geringen Niederschläge ist der Himmel meist klar und von intensiv blauer Farbe.

## Verkehrsnetz
Santa Fe liegt in einer Entfernung von 57 Straßenkilometern nördlich von Oruro, der Hauptstadt des gleichnamigen Departamentos.
Von Oruro aus führt die asphaltierte Nationalstraße Ruta 1 nach Nordwesten und erreicht nach 41 Kilometern die Stadt Caracollo. Kurz vor Caracollo zweigt die unbefestigte Ruta 44 nach Nordosten in Richtung Colquiri ab und überwindet auf 42 Kilometern die Serranía de Sicasica, wobei sie nach sechzehn Kilometern Santa Fe erreicht.

## Bevölkerung
Bei der Volkszählung 2001 betrug die Bevölkerungszahl des Dorfes 253 Einwohner, aber sie ist in den darauf folgenden Jahrzehnt drastisch zurückgegangen:
| Jahr | Einwohner | Quelle       |
| ---- | --------- | ------------ |
| 1992 | .         | keine Daten  |
| 2001 | 187       | Volkszählung |
| 2012 | 45        | Volkszählung |
| 2024 |           | Volkszählung |

Die Region weist einen hohen Anteil an Aymara-Bevölkerung auf. Im Municipio Caracollo sprechen 65,5 Prozent der Bevölkerung die Sprache Aymara.